# Grammarly
Grammarly是一家總部位於美国的乌克兰技术公司，該公司提供基于人工智能和自然语言处理的数字写作辅助工具。Grammarly可以自动检测用戶所書寫的英文是否存在语法、拼写、标点等错误。
Grammarly于2009年7月在乌克兰基辅首次发布。公司总部位于美國旧金山，在基辅、纽约和温哥华设有办事处。
2017年5月8日，A轮融资，Grammarly, Inc.获得 General Catalyst 领投，Spark Capital、IVP、SignalFire和Breyer Capital跟投的1.1亿美金投资。
2019年10月10日，B轮融资，Grammarly, Inc.获得 General Catalyst 领投，IVP和Sozo Ventures跟投的9000万美元投资，成为乌克兰第一家独角兽公司。
2021 年 11 月，該公司籌集了 2 億美元，由 Baillie Gifford 領投，貝萊德管理的基金繼續投資其 AI 技術並加速產品創新和團隊成長。
2022 年 3 月, 該公司入選為時代雜誌 2022年 百大影響力公司。

## 安全
2018 年初，Google 的一名研究人員在 Grammarly Inc 為幾個主要網絡瀏覽器開發的擴展程序中發現了一個“高嚴重性”漏洞。 問題報告稱，“任何網站都可以以您的身份登錄grammarly.com，並訪問您的所有文檔和其他數據。” 在收到漏洞通知幾個小時後，Grammarly 發布了一個更新來修復這個問題，谷歌研究人員將其描述為“一個非常令人印象深刻的響應時間”。 儘管該錯誤很嚴重，但 Grammarly 堅持認為他們沒有發現任何用戶數據受到損害的證據。
该公司被指控非法将来自中国大陆和东南亚等地的用户的个人信息，出售给佤邦等地的诈骗分子，其公司已被中华人民共和国公安部的反诈中心列为警告级别的公司。